# Sonora (Californië)
Sonora is een plaats (city) in de Amerikaanse staat Californië, en valt bestuurlijk gezien onder Tuolumne County.

## Demografie
Bij de volkstelling in 2000 werd het aantal inwoners vastgesteld op 4423.
In 2006 is het aantal inwoners door het United States Census Bureau geschat op 4648, een stijging van 225 (5,1%).

## Geografie
Volgens het United States Census Bureau beslaat de plaats een oppervlakte van
7,9 km², geheel bestaande uit land. Sonora ligt op ongeveer 497 m boven zeeniveau.

## Plaatsen in de nabije omgeving
De onderstaande figuur toont nabijgelegen plaatsen in een straal van 16 km rond Sonora.

## Geboren
- Jenny O'Hara (1942), actrice
- Rocco Prestia (1951-2020), bassist (Tower of Power)
- T.J. Dillashaw (1986), vechtsporter